# Traité des Arbres et Arbustes
Traité des Arbres et Arbustes (abreviado Traité Arbr. Arbust.) es un libro ilustrado con descripciones botánicas que fue escrito por el ingeniero naval, físico, botánico, químico, agrónomo, inspector general de la marina, escritor científico francés Henri-Louis Duhamel du Monceau. Se publicó en el año 1847.

## Publicaciones
- 1ª edición en 1755
- 2ª edición en 1785